# Asian Open 1994
L'Asian Open 1994 è stato un torneo di tennis giocato sul sintetico indoor. È stata la 3ª edizione del torneo, che fa parte della categoria Tier III nell'ambito del WTA Tour 1994. Si è giocato all'Amagasaki Memorial Sports Centre di Osaka in Giappone dall'8 al 13 febbraio 1994.

## Campionesse

### Singolare
Manuela Maleeva-Fragniere ha battuto in finale  Iva Majoli con il punteggio di 6–1, 4–6, 7–5

### Doppio
Larisa Neiland /  Rennae Stubbs hanno battuto in finale  Pam Shriver /  Elizabeth Smylie con il punteggio di 6–4, 6–7, 7–5